# 寇祖仁
寇祖仁（？—？），名弥，字祖仁，以字行，上谷郡昌平县（今北京市昌平区）人，北魏官员。

## 生平
寇祖仁兼任尚书郎，受到城阳王元徽的亲近优待。尔朱兆攻入洛阳后，元徽逃到山南，投奔前任洛阳县县令寇祖仁。寇祖仁一家三个刺史，都是元徽属下，为元徽所引荐提拔，元徽有旧恩，所以前往投奔。元徽带着黄金一百斤，马五十匹，寇祖仁贪图元徽的财产，对外虽然容纳了元徽，私下却对子侄们说：“听说尔朱兆悬赏城阳王的赏金很多，擒拿的人封千户的侯爵。今天富贵到了！”寇祖仁于是吓唬元徽说收捕的官员将到，让元徽逃到别处去，又派人在路上将元徽拦截杀害，所得的黄金和马匹在緦亲之内均分。寇祖仁将元徽的首级送给尔朱兆，尔朱兆也不给寇祖仁封赏。尔朱兆梦见元徽对自己说：“我有黄金二百斤，马一百匹在寇祖仁家，你可以去取。”尔朱兆醒来后，当即沉思：城阳王官位俸禄很高，没听说清贫，我常常去他家中抄掠抢劫，没发现金银，这个梦可能是真的。到了次日白天，尔朱兆乘着寇祖仁不备将他逮捕，索取寇祖仁的黄金和马匹。寇祖仁以为是有人告密，平白无据也服罪了，说：“实际得到了黄金一百斤，马五十匹。”尔朱兆不信，怀疑寇祖仁有所隐瞒，按照梦中的数字索取，寇祖仁家中各个房支素来有黄金三十斤，马三十匹，全部送给尔朱兆，还达不到数字。尔朱兆发怒将寇祖仁逮捕，将他的头挂在高树上，大石块坠脚，鞭打致死。当时的人认为是报应。

## 家族

### 父亲
- 寇臻，北魏建忠将军、弘农郡太守、昌平威子

### 儿子
- 寇永，北魏轻车将军、羽林监[9]